# Rejon czerniwecki
Rejon czerniwecki (ukr. Чернівецький район) – jednostka administracyjna w składzie obwodu winnickiego Ukrainy.
Powstał w 1990. Ma powierzchnię 590 km² i liczy około 22 tysięcy mieszkańców. Siedzibą władz rejonu są Czerniwci.
W skład rejonu wchodzą 1 osiedlowa rada oraz 13 silskich rad, obejmujących 33 wsie i 6 osad.

## Miejscowości rejonu
- Abramiwśka Dołyna (Абрамівська Долина)
- Babczyńce[2] (Бабчинці)
- Bereziwka (Березівка)
- (Біляни)
- Boriwka (Борівка)
- Bukatynka[3][4] (Букатинка)
- Czerniwci (Чернівці)
- (Дубина)
- (Гамулівка)
- Hontiwka (Гонтівка)
- (Грабовець)
- Josypiwka (Йосипівка)
- (Ясне)
- (Камінське)
- Kosy (Коси)
- (Котлубаївка)
- (Лозове)
- (Лужок)
- Mazuriwka (Мазурівка)
- (Майорщина)
- Mojiwka (Моївка)
- (Нове Життя)
- (Пелинівка)
- Romaszka (Ромашка)
- Sajinka (Саїнка)
- (Скалопіль)
- (Скорячий Яр)
- Sokół[5] (Сокіл)
- (Степне)
- (Степок)
- (Шендерівка)
- (Трактове)
- (Туліїв)
- (Вазлуївка)
- (Весняне)
- (Вила-Ярузькі)
- Wysznewe (Вишневе)
- (Вівчарня)
- (Володіївці)